# Lista de principados
Esta é a lista de principados da história. Um principado é um território governado por um príncipe. É diferente de um reino, que é governado por um Rei. Principados são geralmente microestados (ou seja países muito pequenos ou uma cidade-estado), ou distritos de uma nação monárquica.

## Principados

### Principados soberanos e independentes
Estes são os únicos países que são considerados oficialmente principados soberanos e possuem total independência de outros países:
| País          | Mapa atual | Independência                                  | Forma de goveno          | Governo | Área em km² | Notas |
| ------------- | ---------- | ---------------------------------------------- | ------------------------ | --- | ----------- | ----- |
| Andorra       |            | 1279                                           | Diarquia constitucional  | Copríncipe francês Emmanuel Macron; Representante francês Christian Frémont; Representante episcopal Nemesi Marqués Oste; Chefe de Governo Antoni Martí | 468         | [ 2 ] |
| Liechtenstein |            | 12 de julho de 1806, do Sacro-império Gemânico | Monarquia Constitucional | Príncipe Hans-Adam II; Regente Alois; Primeiro-ministro Klaus Tschütscher; Presidente do Parlamento Arthur Brunhart                                     | 160,4       | [ 3 ] |
| Mónaco        |            | 8 de janeiro de 1297                           | Monarquia Constitucional | Príncipe Soberano Alberto II; Ministro de Estado Michel Roger; Presidente do Conselho Nacional Jean-François Robillon                                   | 1,95        | [ 4 ] |

### Antigos principados
Estes são antigos países ou regiões que em um determinado tempo de sua história foram ou são considerados principados, independentes ou não:
- Acaia
- Albânia
- Antioquia
- Bulgária
- Danúbio
- Estônia
- Gales
- Galileia
- Quieve
- Moldávia (Parte dos Principados Unidos)
- Roma
- Rutênia
- Salerno
- Sérvia
- Transilvânia
- Valáquia (Parte dos Principados Unidos)

### Portugal
- Príncipe Real de Portugal
- Príncipe da Beira

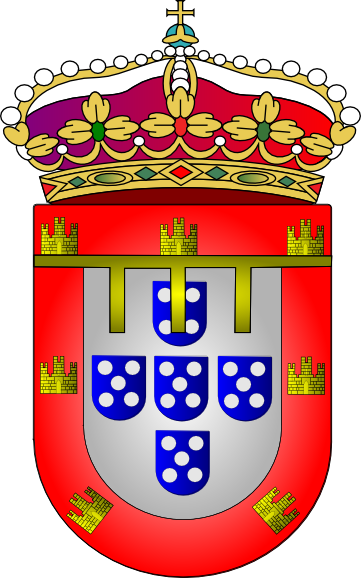
Brasão do príncipe real de Portugal.

- Príncipe Real do Reino Unido de Portugal, Brasil e Algarves
- Príncipe do Brasil
- Príncipe herdeiro de Portugal

## Outros tipos de principados

### Possíveis países principados
Outra possível forma de principado é o emirado e o califado, pela forma que é administrado (ou seja a forma de governo) e pela área territorial (por serem geralmente microestados ou distritos de um reino ou império).
- Emirados Árabes Unidos
- Kuwait
- Qatar